# A tutto gag
A tutto gag è stato un programma televisivo italiano di genere varietà comico trasmesso la domenica in prima serata sulla Rete 2 tra febbraio e marzo 1980, diretto da Romolo Siena e che aveva fra i suoi interpreti e conduttori Sidney Rome, Massimo Boldi, Simona Marchini, Daniele Formica, Maurizio Micheli e Gastone Pescucci.

## La trasmissione
In onda la domenica alle 20.40 sulla Rete 2 della RAI (successivamente ribattezzata Rai 2) dal 17 febbraio 1980 per sei puntate, la trasmissione era composta da sketch, interventi musicali (diretti dal maestro d'orchestra Gianni Mazza) e filmati. Si trattava di uno dei primi programmi televisivi di cabaret che con alternarsi di comici alcuni esordienti tra cui Simona Marchini, che interpretava il personaggio di Iside Martufoni, una prostituta intenta a dare consigli d'amore, Maurizio Micheli, che imitava gli speaker dei telegiornali, Daniele Formica, nei panni di un disoccupato improvvisatosi maestro di yoga in una televisione locale.
Nonostante la buona levatura di interpreti si trattava prevalentemente di sketch dalla comicità minimale e scontata, di un livello inferiore ad altri programmi di varietà dell'epoca.
(Daniele Formica)
(Massimo Boldi)
La regia era affidata a Romolo Siena, autore insieme a Ferruccio Fantone. La scenografia era di Giorgio Aragno, le coreografie di Umberto Pergola e i costumi di Mario Ambrosino.
Canzone di sigla Indianapolis, del gruppo italiano disco-music Milk and Coffee, il cui video è un cartone animato ottenuto ricalcando fotogrammi di filmati di corse automobilistiche, la cosiddetta tecnica rotoscope. La sigla di chiusura era Angelo prepotente cantato da Sydney Rome.